# Kevin Holmén
Kevin Kristoffer Holmén, född 13 december 2001, är en svensk fotbollsspelare som spelar för Gais.

## Karriär
Kevin Holméns moderklubb är Annelunds IF. Som 14-åring flyttade han till IF Elfsborg där han de efterföljande åren var med om att vinna dubbla SM-guld i P17-klassen (2017 och 2018) och ett SM-guld i P19-klassen (2019).
Inför säsongen 2021 skrev Holmén på sitt första A-lagskontrakt med IF Elfsborg. Den 6 mars 2021 fick Holmén också tävlingsdebutera genom ett inhopp i 3–2-segern mot Falkenbergs FF i Svenska Cupen. Debutsäsongen blev i övrigt tuff, då han enbart gjorde ett tävlingsframträdande till under året. 
Året därpå, sommaren 2022, förlängde Holmén sitt kontrakt med IF Elfsborg och lånades ut till samarbetsklubben Skövde AIK i Superettan för att få mer speltid. I Skövde AIK blev han omedelbart en ordinarie startspelare och debuterade i 0-2-förlusten mot Västerås SK den 26 juni 2022. Holmén startade därefter i de följande 15 matcherna. Avtrycket i Skövde AIK innebar även att han i slutet av den allsvenska säsongen fick chansen i IF Elfsborg. Den allsvenska debuten kom i 3–0-segern mot Varbergs BoIS den 19 oktober 2022 och följdes sedan av speltid även i de tre sista matcherna för säsongen. 
I januari 2024 lånades Holmén ut till Degerfors IF på ett säsongslån. Efter en fin säsong då han var med om att spela upp värmlänningarna i Allsvenskan värvades han i januari 2025 av Göteborgsklubben Gais, där han skrev på ett fyraårskontrakt. Han gjorde sitt första allsvenska mål i en 3–0-seger mot Halmstads BK i juli 2025.

## Spelstil
Kevin Holmén är en defensivt lagd innermittfältare med passningsspelet som sin främsta styrka. Under juniortiden hämtade han främst inspiration av Scott McTominay.

## Statistik
| Klubb              | Säsong             | Liga               | Liga    | Liga | Nationell cup | Nationell cup | Övrigt  | Övrigt | Totalt  | Totalt |
| Klubb              | Säsong             | Division           | Matcher | Mål  | Matcher       | Mål           | Matcher | Mål    | Matcher | Mål    |
| ------------------ | ------------------ | ------------------ | ------- | ---- | ------------- | ------------- | ------- | ------ | ------- | ------ |
| IF Elfsborg        | 2021               | Allsvenskan        | 0       | 0    | 2             | 0             | —       | —      | 2       | 0      |
| IF Elfsborg        | 2022               | Allsvenskan        | 4       | 0    | 0             | 0             | —       | —      | 4       | 0      |
| IF Elfsborg        | 2023               | Allsvenskan        | 3       | 0    | 0             | 0             | —       | —      | 3       | 0      |
| IF Elfsborg        | Totalt             | Totalt             | 7       | 0    | 2             | 0             | —       | —      | 9       | 0      |
| Skövde AIK (lån)   | 2022               | Superettan         | 16      | 1    | 0             | 0             | —       | —      | 16      | 1      |
| Örgryte IS (lån)   | 2023               | Superettan         | 13      | 1    | 0             | 0             | 2       | 0      | 15      | 1      |
| Degerfors IF (lån) | 2024               | Superettan         | 29      | 2    | 5             | 1             | —       | —      | 34      | 3      |
| Totalt i karriären | Totalt i karriären | Totalt i karriären | 65      | 4    | 7             | 1             | 2       | 0      | 74      | 5      |

1. ↑  Nedflyttningskvalmatcher mot Nordic United.[9][10]

## Personligt
Kevin Holmén är brorsbarn till fotbollsspelarna Samuel Holmén och Sebastian Holmén, som båda representerat IF Elfsborg och Sverige.
Sedan födseln lider Kevin Holmén av en grav hörselnedsättning, vilken gör att han är döv på högerörat. Hörselnedsättningen har enligt Holmén själv lett till att han tvingats bli extra uppmärksam på sin omgivning och orientera sig själv på planen, då han inte hör allting.